# Cricket ai XXII Giochi del Commonwealth
Le competizioni di cricket ai XXII Giochi del Commonwealth si sono svolte dal 7 luglio al 7 agosto 2022.

## Podi
| Evento        | Oro       | Argento | Bronzo        |
| T20 Femminile | Australia | India   | Nuova Zelanda |